# Lilltjärnen, Västergötland
Lilltjärnen är en sjö i Töreboda kommun i Västergötland och ingår i Motala ströms huvudavrinningsområde. Sjöns area är 0,001 kvadratkilometer och den befinner sig 141,3 meter över havet.